# Touch Me I'm Going To Scream, Part 1
"Touch Me I'm Going To Scream, Part 1" er første afsnit i den sidste sæson af tv-serien One Tree Hill, som havde premiere på The Warner Bros. Television Network den 1. september 2008.

## Fodnoter
1. 1 2 3 4 5 6 7 8 9 10 11 12 13 14 15 16 17 18  One Tree Hill - Episodes - tv.com. Hentet 15. august 2008.